# カイル・クック
カイル・クック（Kyle Cook、1975年8月29日 - ）は、アメリカ合衆国のミュージシャンで、マッチボックス・トゥエンティ (MatchboxTwenty)のリードギタリスト、ボーカリストでもある。ザ・ニュー・レフト (TheNew Left)という音楽プロジェクトでも活動中。

## 経歴
1996年、マッチボックス・トゥエンティのメンバーとして活動を開始。
2016年4月9日、インスタグラムの投稿で、マッチボックス・トゥエンティからの脱退を発表し、彼は理由として「コミュニケーションの悪化、いつ、どこで、どのようにツアーするかについての意見の不一致、グループ内の民主主義の一般的な崩壊」を挙げた。しかし、2017年3月27日、マッチボックス・トゥエンティのカウンティング・クロウズとの共同ヘッドライニングの夏ツアーを発表し、バンドに再加入した。同バンドでのメンバーであるポール・ドゥセットは「カイルが帰ってきた！」とツイッターでのファンの質問にそう応えた。
2018年10月12日、ソロアルバム『Wolves』を発売。